# Bomberman Max
Bomberman Max: Blue Champion e Bomberman Max: Red Challenger sono due videogiochi pubblicati per Game Boy Color nel 1999. In Giappone, sono noti rispettivamente come Bomberman Max: Hikari no yūsha (ボンバーマンMAX 光の勇者?, Bonbāman Makkusu: Hikari no yūsha, lett. "Bomberman Max: Eroe della luce") e Bomberman Max: Yami no senshi (ボンバーマンMAX 闇の戦士?, Bonbāman Makkusu: Yami no senshi, lett. "Bomberman Max: Guerriero delle tenebre"). Le due versioni del gioco offrono esperienze diverse: in Blue Champion, il personaggio giocabile è Bomberman, mentre in Red Challenger il protagonista è Max.
In aggiunta, esistono due ulteriori versioni limitate, Bomberman Max: Ain Version (ボンバーマンMAX Ain（アインバージョン）?, Bonbāman Makkusu: Ain Bājon) e Bomberman Max: Complete Data Version (ボンバーマンMAX 完全データバージョン?, Bonbāman Makkusu: Kanzen Dēta Bājon), entrambe distribuite nel 2000 ed esclusive per il Giappone. Ain Version era limitata a sole 2 000 copie e poteva essere ottenuta esclusivamente tramite un concorso a estrazione organizzato dalla campagna pubblicitaria Pentel Ain. Complete Data Version, invece, era disponibile attraverso una promozione legata a Bomberman 64: The Second Attack per Nintendo 64.
Il gioco ha ricevuto un seguito, Bomberman Max 2, pubblicato per Game Boy Advance nel 2002.

## Trama
La trama di entrambe le versioni del gioco è identica. Un'intelligenza artificiale di nome Brain ha trasformato cinque pianeti un tempo pacifici e felici in mondi freddi, bui e meccanici. Bomberman e Max, sentendo il grido d'allarme dei Charabom che abitano questi pianeti, intraprendono una gara per vedere chi riuscirà a salvare i Charabom e a sconfiggere Brain per primo.

## Modalità di gioco
Bomberman Max presenta il tradizionale gameplay della serie, in cui il giocatore deve sconfiggere i nemici e uscire dal livello attraverso un portale. Una differenza significativa rispetto ai titoli precedenti è che ogni livello inizia con un obiettivo specifico presentato dal Dr. Ein. Questi obiettivi possono includere la sconfitta di tutti i nemici, di determinati tipi di nemici, il salvataggio di un Charabom o altri requisiti particolari. Una volta completato l'obiettivo, sullo schermo appare la parola "EXIT", indicando al giocatore che può lasciare il livello. Ci sono due tipi di portali: uno rosso e uno blu. I livelli del gioco non sono lineari, permettendo al giocatore di scegliere quale portale utilizzare. Se si sceglie un portale blu, si accede a una nuova fase; se si opta per un portale rosso, si viene riportati a una fase già completata. In caso di fallimento nell'obiettivo, un portale blu appare vicino al giocatore, consentendo di riprendere da quella stessa area.
Il gioco presenta cinque pianeti, ognuno dei quali presenta un boss con tre fasi diverse. Ogni fase del boss offre lo stesso avversario ma con livelli di difficoltà crescenti; nei livelli più difficili, il boss si muove molto più velocemente. In totale, ci sono 100 livelli, ma nelle versioni Blue Champion e Red Challenger solo 80 sono giocabili di default; gli altri 20 sono esclusivi per ciascuna versione. Per sbloccare questi livelli esclusivi, il giocatore deve collegare il Game Boy Color con un altro dispositivo della versione opposta utilizzando i sensori a infrarossi tramite la modalità Pitch Area. Dopo aver sconfitto il boss finale, il giocatore riceve uno dei due finali a seconda della percentuale di livelli completati. Se meno dell'80% dei livelli è stato completato, il finale sarà negativo e mostrerà solo una schermata con il personaggio e la parola "End". Se almeno l'80% è stato completato, si otterrà un finale positivo. Completando tutte le fasi regolari del gioco si raggiunge l'80% di completamento; i livelli rimanenti possono essere sbloccati nella Pitch Area collegando un Game Boy Color con un altro giocatore che possiede la versione opposta. Infine, il giocatore può visualizzare la propria percentuale di completamento e la valutazione dopo un game over.
I Charabom sono creature simili ai Pokémon che possono essere trovate in determinati livelli e offrono al giocatore potenziamenti per migliorare le loro statistiche. In modalità Battle Game, i giocatori possono far combattere i loro Charabom collegando due Game Boy Color con entrambi i giochi tramite i sensori a infrarossi. Inoltre, è possibile scambiare Charabom o fondere un Charabom della versione blu con uno della versione rossa per ottenere alcune delle creature più rare. Il livello di un Charabom è influenzato dalla quantità di oggetti di cibo ottenuti nella modalità Normal Game; solo un Charabom può essere nutrito alla volta. Ogni volta che un Charabom riceve del cibo, il suo livello aumenta. Le statistiche dei Charabom comprendono Attacco, Difesa, Speciale e Agilità. Il livello complessivo di un Charabom è determinato dai primi tre attributi e influisce sulla sua salute totale (HP), che corrisponde al suo livello moltiplicato per 10. Per aumentare il livello di un Charabom, è necessario incrementare le sue statistiche totali di circa 10 punti. Il sistema di combattimento tra Charabom è simile a un gioco di strategia, dove le scelte fatte dai giocatori influenzano l'esito della battaglia.
Nella versione Ain Version, il personaggio giocabile è Bomberman e sono disponibili tutte le 40 Pitch Area, consentendo ai giocatori di accedere a tutti i Charabom esclusivi e di raggiungere il finale al 100% senza la necessità di collegarsi a un'altra versione del gioco. D'altra parte, nella Complete Data Version, il personaggio giocabile è Max e include tutti i livelli e i dati dei Charabom delle versioni Red e Blue. Anche in questo caso è possibile accedere a contenuti che richiederebbero altrimenti collegamenti tra le diverse versioni del gioco.

## Pubblicazione
Bomberman Max è stato sviluppato da Hudson Soft e pubblicato da Vatical Entertainment il 17 dicembre 1999 in Giappone; le versioni Blue Champion e Red Challenger sono state distribuite entrambe lo stesso giorno. Inizialmente, l'uscita nel Nord America era prevista per la primavera o l'estate del 2000, ma il gioco è stato effettivamente pubblicato il 9 maggio 2000.
In aggiunta, esistono due ulteriori versioni limitate: Bomberman Max: Ain Version e Bomberman Max: Complete Data Version, entrambe distribuite nel 2000 ed esclusive per il Giappone. Ain Version era limitata a sole 2 000 copie e poteva essere ottenuta esclusivamente tramite un concorso a estrazione organizzato dalla campagna pubblicitaria Pentel Ain. La Complete Data Version, invece, era disponibile attraverso una promozione legata a Bomberman 64: The Second Attack per Nintendo 64.

## Accoglienza
| Testata                            | Versione | Giudizio |
| ---------------------------------- | -------- | -------- |
| GameRankings (media al 09-12-2019) | Blue     | 74.50%   |
| AllGame                            | Blue     | 4/5      |
| GameSpot                           | -        | 8.4/10   |
| IGN                                | -        | 9/10     |

Bomberman Max: Blue Champion ha ricevuto un punteggio aggregato del 74.50% su GameRankings. Christian Huey di AllGame ha notato che la modalità Charabom tra ispirazione da Pokémon, evidenziando sia l'aspetto delle battaglie tra mostri sia la struttura con due versioni, simile a Pokémon Rosso e Blu. Huey ha descritto il gameplay tradizionale di Bomberman come l'apice della serie, suggerendo che i fan saranno soddisfatti, ma i giocatori occasionali potrebbero essere scoraggiati dalle versioni multiple. Brett Elston di GamesRadar ha definito l'introduzione dei Charabom come "l'aggiunta più strana" al franchise di Bomberman fino all'uscita di Bomberman: Act Zero, criticando gli sviluppatori per aver "perso il senso" delle versioni multiple. Jeremy Parish ha elogiato il gioco come un'ottima esperienza multigiocatore per il Game Boy Color, auspicando su un ipotetico Game Boy Color Mini. Craig Harris di IGN ha apprezzato la musica, la grafica e il gameplay, sottolineando che questi elementi contribuiscono a renderlo un'esperienza di qualità. Tuttavia, si è rammaricato per l'assenza di una modalità multigiocatore tradizionale. Justin Speer di GameSpot ha lodato il gameplay ma ha espresso disappunto per la mancanza di una modalità multigiocatore classica, ritenendo che la modalità presente non compensasse questa assenza.